# Хвора дитина (картина Мунка)
«Хвора дитина» (норв. Det syke barn) — картина норвезького художника Едварда Мунка, написана ним у 1886 році. Зберігається в Національній галереї в Осло.

## Історія створення
В основі картини лежать спогади художника про хворобу і смерть його старшої сестри, Йогани Софії «Софі» Мунк, яка померла в 1877 році від туберкульозу (дев'ятьма роками раніше від того ж захворювання померла мати сімейства, Лаура Мунк). Зовсім юна (Софі було всього п'ятнадцять років) рудоволоса дівчина з виснаженим обличчям напівлежить в ліжку, спершись на високо підняту подушку; поруч з нею, опустивши в розпачі голову і стиснувши руки, сидить літня жінка в темній сукні — тітка Карен, яка взяла на себе турботи за ведення господарства в будинку Мунка після смерті Лаури. Кімната занурена в напівтемряву, але обличчя дівчини яскраво освітлене: як відзначають дослідники, воно немов розчиняється в потоці світла або саме випромінює світло. 
Тематично картина перегукується із зображеннями хворих дітей, які зустрічаються у багатьох художників того періоду — зокрема, у прихильного до молодого Мунка Крістіана Крога («Хвора дівчинка») і у Ганса Геєрдала («Вмираюче дитя»). Водночас для Мунка вона мала особливе, особисте значення: смерть сестри, «згорілої» від швидкоплинних сухот буквально за лічені тижні, стала одним з найсильніших вражень у його житті, багато в чому вплинувши на формування його похмурого світовідчуття. Кількома роками пізніше він напише ще одне велике полотно, навіяне спогадами про хворобу сестри, але витримане - в більш світлих, оптимістичних тонах («Весна», 1889), а мотив «кімнати вмираючого» з'явиться в його творчості ще багато разів («При смертному ложі (Агонія)», 1895;«Кімната помираючого», 1895;  «Дівчинка біля ліжка померлої матері», 1897 - 1899 та ін.) «Хвора дитина» також існує в декількох варіантах, включаючи шість живописних полотен (1886, 1896, 1907, 1907, 1925, 1927) і ряд малюнків та гравюр. Позувала для полотна одинадцятирічна Бетсі Нільсен (Мунк також написав її портрет). Пізніше Бетсі повідомляла, що картина почасти натхненна візитом доктора Крістіана Мунка в будинок Нільсенів — їх десятирічний син зламав ногу. Едвард, який асистував батькові при наданні допомоги хлопчику, був вражений виглядом Бетсі, яка зі сльозами на очах втішала брата, і перед тим, як піти, попросив дозволу зробити з неї кілька начерків. 

## Реакція критиків
«Хвора дитина», одне з перших великих полотен Мунка, вперше була виставлена на Осінній художній виставці 1886 року. Хоча тема для картини, як уже зазначалося, була обрана цілком традиційна, на молодого художника звалився шквал критики: публіку обурило те, що молодий художник наважився представити на виставці роботу, яка здавалася незавершеним етюдом. Богемний письменник Ганс Єгер в своєму нарисі про виставку цитує характерне висловлювання одного з відвідувачів: «Виставляти таке! Це ж скандал! Картина не завершена і безформна, зверху вниз зображення розсікають дивні смуги...» Редакція однієї з газет писала: «Краща послуга, яку можна надати Едварду Мунку, це мовчки пройти повз його картини. Картини Мунка значно знизили рівень виставки. Прийнявши ці картини, журі зробило йому погану послугу». Інші публікації («Моргенпостен» від 18 жовтня 1886 «Федреланнет» від 30 жовтня 1886) були більш доброзичливі, відзначаючи «своєрідність» і «зворушливість» роботи, але також дорікали художнику за недбалість і небажання удосконалювати техніку. Після приходу в Німеччині до влади нацистської партії варіант картини з Дрезденської галереї був проданий з молотка як взірець «дегенеративного мистецтва». Зараз він знаходиться в Галереї Тейт в Лондоні. Сам Мунк вважав цю роботу дуже важливою для себе і згодом називав її «своїм проривом».